# Odinist: The Destruction of Reason by Illumination
Albums de Blut aus Nord
MoRT
(2006) Memoria Vetusta II - Dialogue with the Stars
(2009)
Odinist: The Destruction of Reason by Illumination est le sixième album studio du groupe de black metal français Blut aus Nord. L'album est sorti en 2007 sous le label Candlelight Records.
Le sous titre de l'album, The Destruction of Reason by Illumination, est une références aux écrits de l'auteur occultiste anglais Aleister Crowley.

## Liste des morceaux
| 1.    | Intro                      | 1:30 |
| 2.    | An Element of Flesh        | 5:31 |
| 3.    | The Sounds of the Universe | 5:27 |
| 4.    | Odinist                    | 5:02 |
| 5.    | A Few Shreds of Thoughts   | 4:52 |
| 6.    | Ellipsis                   | 3:07 |
| 7.    | Mystic Absolu              | 4:31 |
| 8.    | The Cycle of the Cycles    | 5:19 |
| 9.    | Outro                      | 1:39 |
| 36:53 |                            |      |